# Rivale (2020)
Rivale ist ein Filmdrama von Marcus Lenz. Es wurde im Oktober 2020 beim Busan International Film Festival und beim AFI Film Festival gezeigt und hatte Ende des Monats bei den Hofer Filmtagen seine Deutschlandpremiere.

## Handlung
Als die Großmutter des neunjährigen Roman stirbt, ist niemand mehr da, der sich um ihn kümmern könnte. Daher macht er sich, in einem Laster versteckt, auf eigene Faust von der Ukraine auf den Weg nach Deutschland, um seine Mutter Oksana zu finden, die vor zwei Jahren wegging, um als Pflegerin in einem Seniorenhaushalt zu arbeiten.
Zwar kann Roman seine Mutter auch wirklich finden, doch die hat sich in einen deutschen Mann, den 62-jährigen Witwer Gert Schwartz, verliebt und lebt mit diesem zusammen. Roman, der seine Mutter ebenso sehr liebt, ist rasend vor Eifersucht und kämpft mit allen Mitteln um ihre Aufmerksamkeit.

## Produktion

### Filmstab

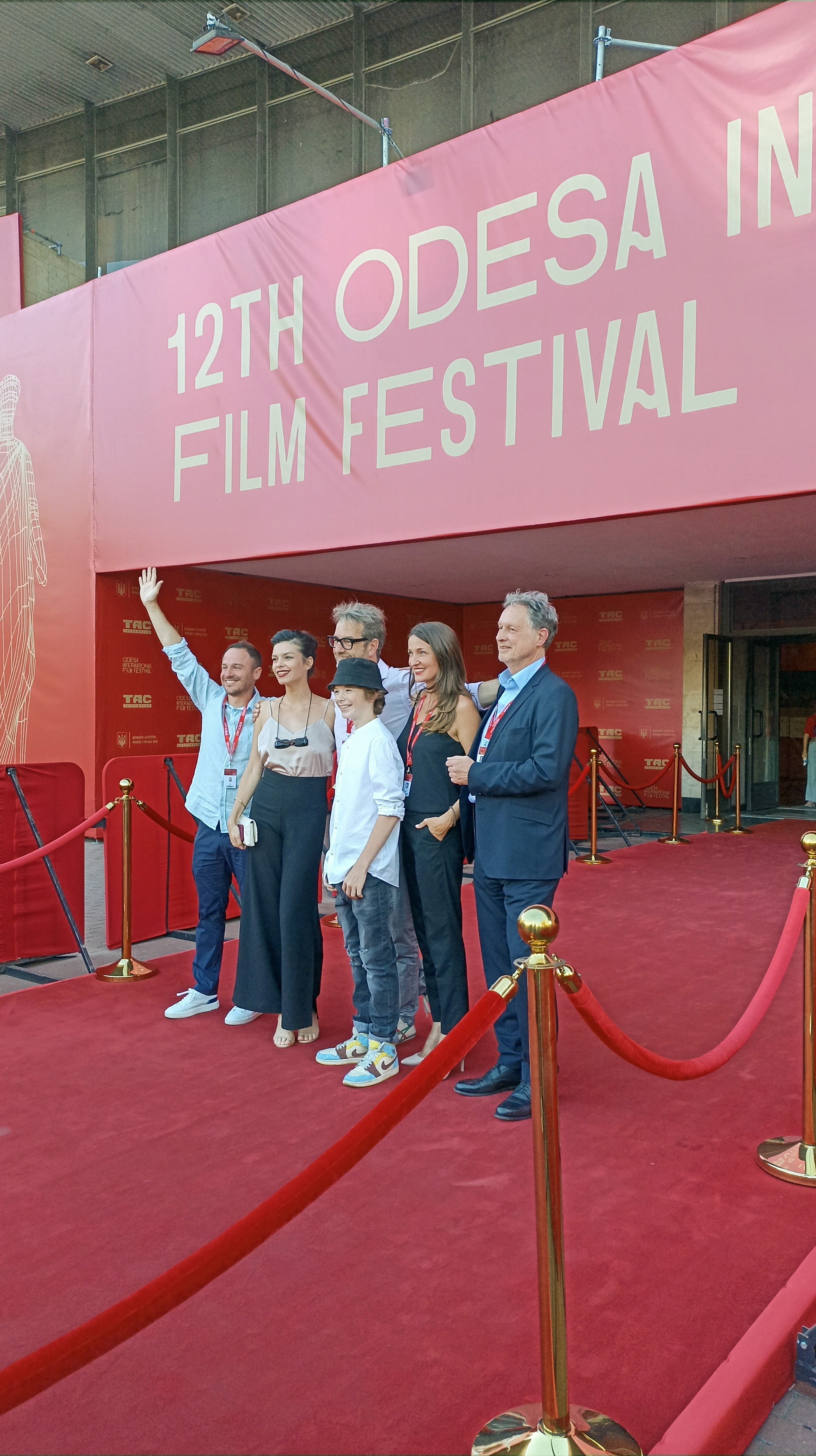
Cast und Crew beim Odesa International Film Festival

Regie führte Marcus Lenz, der gemeinsam mit Lars Hubrich auch das Drehbuch schrieb. Lenz wuchs im Ruhrgebiet auf und studierte Kommunikationsdesign an der Folkwang Universität der Künste in Essen und an der University of Art and Design in Helsinki. Nach seinem Abschluss studierte er Regie und Kamera an der Deutschen Film- und Fernsehakademie Berlin, hier bei Béla Tarr, Wolfgang Becker, Mike Leigh, Sławomir Idziak und Michael Ballhaus. Im Jahr 2000 nahm Lenz seine Arbeit als Kameramann für Dokumentarfilme und -serien auf. Sein Regiedebüt gab er mit Close, ein Filmdrama, das er 2004 vorstellte, unter anderem beim Filmfest München. Rivale ist sein zweiter Spielfilm.

### Dreharbeiten und Besetzung
Die Dreharbeiten fanden an 40 Drehtagen von Juli bis September 2018 in Braunschweig und in der Ukraine rund um Irpin, 30 km nordwestlich von Kiew, statt. Nach dem russischen Überfall auf die Ukraine im Februar 2022 sind die beiden ukrainischen Schauspieler Yelizar Nazarenko und Maria Bruni aus dem Land geflohen und leben derzeit in Deutschland. Die Drehorte in der Ukraine sind weitgehend zerstört. Als Kameramann fungierte Frank Amann. Der Arbeitstitel war 1000 Ameisen.

### Veröffentlichung
Die Weltpremiere erfolgte am 21. Oktober 2020 beim Busan International Film Festival, wo der Film in der Sektion Flash Forward gezeigt wurde. Zur gleichen Zeit wurde er beim AFI Film Festival vorgestellt. Ende Oktober 2020 feierte er bei den Hofer Filmtagen seine Deutschlandpremiere. Im November 2020 wurde er beim Tallinn Black Nights Film Festival gezeigt, das im Fokus New German Cinema stand. Im gleichen Monat erfolgte eine Vorstellung beim Minsk International Film Festival „Listapad“. Im Januar 2021 wurde er beim 42. Filmfestival Max Ophüls Preis vorgestellt. Im Oktober 2021 wurde er beim Filmfest Emden-Norderney gezeigt. Im August 2021 wurde der Film im Wettbewerb des Odesa International Film Festival gezeigt. Der Kinostart in Deutschland erfolgte am 2. Juni 2022.

## Rezeption

### Kritiken
Wilfried Hippen schreibt in der taz, weil Marcus Lenz sich ganz auf diese drei Personen, den 9-jährigen Roman, dessen Mutter Oksana und den Rentner Gert, konzentriert, entwickele sich der Film schnell zu einem Kammerspiel: „Roman sieht in Gert von Anfang an seinen Rivalen, mit dem er um die Aufmerksamkeit seiner Mutter kämpft. Roman spricht kein Wort Deutsch und niemand erklärt ihm die Umstände, unter denen er nun leben muss. Er ist völlig isoliert und kann die neue Welt, in die er gestoßen wurde, nicht verstehen.“ Lenz arbeite mit den Stilmitteln des Genrekinos, versuche aber gleichzeitig diese zu dekonstruieren, wodurch er das Publikum immer wieder in die Irre führe: „Da wird oft Spannung aufgebaut, die Musik schwillt zu einem Crescendo an, was das Schlimmste erwarten lässt – und dann doch wieder nur falscher Alarm war.“ Dennoch sei der Thriller nicht wirklich spannend, unter anderem, weil er zu vorhersehbar gebaut sei.

### Auszeichnungen
Im Mai 2021 wurde Rivale in die Vorauswahl für den Deutschen Filmpreis aufgenommen.
Achtung Berlin Filmfestival 2021
- Auszeichnung als Bester Spielfilm mit dem Berlin New Film Award
- Auszeichnung für das Beste Drehbuch (Marcus Lenz und Lars Hubrich)
- Auszeichnung für die Beste Kamera (Frank Amann)[17]

Braunschweig International Film Festival 2020
- Auszeichnung mit dem Heimspiel-Preis (Marcus Lenz)[18]

Camerimage 2021
- Nominierung für das Beste Regiedebüt (Marcus Lenz)[19]

Cleveland International Film Festival 2021
- Nominierung im International Narrative Competition[20]

Edimotion Festival 2023
- Nominierung für den Schnitt-Preis – Spielfilm (Bernd Euscher und Hansjörg Weißbrich)[21]

Filmfest Emden-Norderney 2016
- Nominierung für den Emder Drehbuchpreis (Marcus Lenz und Lars Hubrich)

Filmfest Emden-Norderney 2021
- Auszeichnung mit dem NDR-Filmpreis für den Nachwuchs (Marcus Lenz)[22]

Internationale Hofer Filmtage 2020
- Auszeichnung mit dem Förderpreis Neues Deutsches Kino (Marcus Lenz)[23]

Minsk International Film Festival „Listapad“ 2020
- Nominierung für den Grand Prix Golden Listapad (Marcus Lenz)[24]

Neiße Filmfestival 2021
- Nominierung im Wettbewerb
- Auszeichnung für das Beste Drehbuch (Lars Hubrich und Marcus Lenz)[25][26]

Odesa International Film Festival 2021
- Nominierung im National Competition[27]